# Sopore
Sopore – miasto w dystrykcie Baramulla w stanie Dżammu i Kaszmir w północnych Indiach. Zlokalizowane jest 35 mil na północny zachód od stolicy stanu, miasta Śrinagar. Słynie z plantacji jabłoni.